# 駒井重勝
駒井 重勝 （こまい しげかつ）は、安土桃山時代から江戸時代初期にかけての武将、大名。通称は八右衛門。官位は従五位下・中務少輔。文筆に優れ、駒井自身の生きた時代の貴重な記録『駒井日記』の著者である。

## 生涯
永禄11年（1568年）、駒井秀勝の子として誕生。
はじめ六角氏に仕えたが、織田信長により六角氏が滅ぼされたのち、豊臣秀吉に召し出された。大津奉行、草津、矢橋代官を歴任し、その政治的手腕を秀吉に買われ、豊臣秀次に附けられた。秀次の蔵入地の管理などを司り、また右筆も務める。天正19年（1591年）、豊臣姓を下賜された。
文禄2年（1593年）、秀吉の直臣となる（ただし、堀越祐一は秀次事件まで秀次に仕え、秀吉の直臣になったのはその後であるとしている）。その後、文禄4年（1595年）の秀次事件に連座することはなかった（後述）。その頃には豊後国大野、直入、大分、海士辺郡内2万5,000石を領し、その後、伊勢国安芸郡徳田村、横地村1,300石も加増された。越前国の検地奉行なども務める。
関ヶ原の戦いでは西軍に属して伏見城の戦いに従軍したため、戦後失領し浪人となる。その後、加賀藩の前田利長に仕えた。
寛永12年（1635年）、死去。

## 秀次事件との関わり
重勝は豊臣秀次の右筆を務めると共に秀次の叔父である秀吉に対する取次も務めていた。一方、秀吉側の秀次に対する取次を務めていたのは木下吉隆（半介）である。
通常秀吉の意向は秀吉→木下→駒井を経て秀次に伝えられ、反対に秀次の意向は秀次→駒井→木下を経て秀吉に伝えられた。石田三成や前田玄以と言った秀吉の有力な側近奉行が秀吉の「御諚」「仰出」「御意」を秀次側に伝えることもあったが、関白蔵入地の管理を担当していた前田玄以がやや数があるものの（反対に木下吉隆はこの分野だけはほとんど関わっていない）、石田三成らの関与は極めて少なく、秀吉から秀次への情報伝達はほぼ木下吉隆の独占であったと言える。反対に秀次から秀吉に対する情報伝達は秀次本人からのものが存在するが、家臣を介した場合にはほとんどが駒井重勝が行っている。
また、木下と駒井は秀吉と秀次の間で意見の相違がなどのトラブルが発生した場合には、相互の意見を調整して関係の円滑化を図っていた。更に円滑化の実現のために、両者間では彼らの判断で相手側の情報収集や相互の情報交換も行われるなど、相手側に深く食い込んでおり、その一端が駒井重勝が記した『駒井日記』によって明らかにされている。
しかし、秀吉と秀次の関係が破綻して秀次が自害に至ると彼らの活動は致命傷となり、木下吉隆は秀次の「謀叛」に連座して薩摩国に流された後に殺害されている。この問題を研究した堀越祐一は、『駒井日記』に本来であれば秀吉とごく限られた周辺人物しか知ることが出来ない筈の秀吉の健康情報と思われる記述が複数見出せることや、駒井重勝は秀吉の直臣への復帰を許されていることから、秀次事件に関して吟味を受けた駒井重勝が相互の情報活動の実態について包み隠さず告白したことで、木下吉隆の機密漏洩（前述の健康問題はその最たるものと言える）が発覚し、駒井重勝が罪を問われなかった一方で、木下吉隆は彼と競合関係にある石田三成らの意向もあって粛清の対象になったのではないかと推測している。

## 書籍
- 近藤瓶城 編『国立国会図書館デジタルコレクション 駒井日記』 第25、近藤出版部〈史籍集覧〉、1926年。（文禄2年9月より文禄3年2月までの節を収録）